# Partido Comunista Internacionalista (França)
O Partido Comunista Internacionalista  (Em francês: Parti Communiste Internationaliste) é uma organização trotskista, seção francesa da Quarta Internacional, criado em março de 1944 e dissolvido oficialmente em 12 de julho de 1968 por decreto do presidente Charles de Gaulle.

## Criação
Em 1944, o movimento trotskista francês, que se fragmentou durante a guerra, reuniu-se para formar o Parti Communiste Internationaliste. Participaram de sua fundação :
- o Parti Ouvrier Internationaliste (POI, Partido Operário Internacionalista) de Yvan Craipeau, Nicolas Spoulber e Marcel Gibelin;
- o Comité Communiste Internationaliste (CCI, Comitê Comunista Internacionalista) de Rodolphe Prager e Jacques Privas;
- o groupe Octobre de Henri Molinier, irmão de Raymond Molinier.

O encarregado pelas negociações foi o Michel Pablo, Secretário-Geral da Quarta Internacional.
A Union Communiste Internationaliste (UCI, União Comunista Internacionalista), conhecida como Grupo Barta, que se recusa a  fundir com os outros grupos e da origem ao Lutte Ouvrière (Luta Operária).

## As cisões
Com a libertação da França o PCI rapidamente passa a ter um tenso debate interno sobre o papel do novo partido na França liberada e sobre a natureza da URSS. Essas tensões levaram a diversas cisões ao longo de sua história:
- em 1945, David Rousset sai do PCI e junto com Jean-Paul Sartre forma em 1948, o Rassemblement Démocratique Révolutionnaire (RDR, Coletivo Democrático Revolucionário).
- em 1947, a tendência Socialisme ou Barbárie (Cornelius Castoriadis, Claude Lefort) saem do partido por assumirem posições conselhistas, consideravam que o regime na URSS era Capitalismo de Estado e não um «Estado Operário degenerado » (questão estratégica em relação ao Partido Comunista Francês).
- em 1948, a tendência de Yvan Craipeau é excluída. Anos mais tarde Craipeau se torna presidente da Federação dos Alpes-Marítimos do PSU. Membros desta tendência como Jean-Rene Chauvin,[2] juntaram-se ao Coletivo Democrático Revolucionário e são expulsos por terem dupla militância.
- em 1952, a ala majoritária do partido é excluída pela ala minoritária dirigida por Pierre Frank: esses militantes se opõem ao entrismo no interior dos partidos estalinistas, defendida por Michel Pablo que considerava que a vitória da burocracia estalinista era iminente. Essa cisão resultará em 1965 na criação da Organisation Communiste Internationaliste (OCI, Organização Comunista Internacionalista) lambertista. A minoria conservou o nome do PCI.

## Atuação
O PCI atua na Juventude Socialista, que passa a reunir tanto a juventude do PCI como a dos Socialistas entre 1945-47. Juntos eles detêm o controle dos Albergues da Juventude (40 000 aderentes à época).
Yvan Craipeau, secretário do partido na época, enviou André Essel (futuro fundador da Fnac), a participar da Juventude Socialista, depois de fazer «reuniões» com o conjunto da direção da JS e 3 dos 12 membros da direção da SFIO (incluindo seu secretário nacional adjunto Yves Dechézelles). Além de Dechézelles, Adrien Tixier, chefe de gabinete do Ministro do Interior, Robert Pontillon (futuro aliado de Mitterrand), Roger Fajardie (futuro dirigente da Confédération Générale du Travail-Force Ouvrière, (CGT-FO) e da loja Maçônica Grande Oriente de França), Max Théret (amigo de Mitterrand e co-fundador da Fnac) e Jean Rous estão entre os socialistas próximos do PCI.
O jornal da organização, La Vérité, era vendido nas bancas e desfrutava de um grupo amplo de leitores. Sua influência estendeu-se a outras organizações; todas as lideranças da organização socialista da juventude, com um total de 20.000 membros, apoiavam os trotskistas. Membros do PCI cumpriram uma importante função no movimento de greve que abalou o país e forçou o PCF a deixar o governo em 1947
Ao sair da clandestinidade em fins de 1945, o PCI apresenta seus candidatos em 11 departamentos nas eleições legislativas de junho de 1946, obtendo entre 2 e 5%; Yvan Craipeau deixou de ser eleito por algumas centenas de votos para a comuna de Taverny (departemento de Val-d'Oise).
Em 1947, SFIO passou abertamente para a direita, dissolveu sua organização da juventude e expulsou seu líder trotskista André Essel.
Em 1952, o PCI contava com cerca de 200 militantes, essencialmente intelectuais (Cornelius Castoriadis e Claude Lefort; Maurice Nadeau, o matemático Laurent Schwartz, Félix Guattari etc.). A partir de 1956 foi engrossado por alguns militantes do PCF (que apoiavam o jornal Voie Communiste) que após a publicação do discurso secreto de Nikita Khrushchov, da Revolução Húngara de 1956, e do agravamento da Guerra da Argélia romperam com o estalinismo.
A partir do racha, em que a maioria do partido é expulsa, os que ficaram no PCI já estavam impregnados pela teoria pablista do entrismo, o PCI, dirigido por Pierre Frank procura atuar principalmente nas lutas anticoloniais, em apoio a independência da Argélia (apóiam a FLN), a Revolução Cubana ou ao movimento de libertação do Vietnã, bem como o apoio crítico ao General Tito na ruptura da Iugoslávia com a URSS.
Ainda tendo como base o entrismo no estalinismo o PCI se organiza no seio da Union des Étudiants Communistes (UEC, União dos Estudantes Comunistas) e coopta Alain Krivine em 1961. Em 1966, a seção de Krivine da UEC na Universidade de Paris (La Sorbonne) foi expulsa pela liderança estalinista por se recusar a apoiar a aliança ao candidato presidencial da esquerda, François Mitterrand. Junto a outras seções rebeldes da UEC, Krivine constrói a Jeunesse Communiste Révolutionnaire (JCR, Juventude Comunista Revolucionária), que se compunha quase exclusivamente de estudantes e, diferentemente do PCI, não se demonstrava comprometida com o Trotskismo.
Por participar ativamente no movimento estudantil de Maio de 1968, o PCI é dissolvido oficialmente em 12 de julho de 1968 no mesmo decreto que dissolve a JCR.
A JCR e o PCI, em abril de 1969, um ano depois de serem dissolvidas se unem para formar a Ligue Communiste (Liga Comunista), mas novamente é dissolvida pelo Ministro do Interior Raymond Marcellin. Então, a partir de 1974, passa a se chamar Ligue Communiste Révolutionnaire (LCR, Liga Comunista Revolucionária).